# Jozef Móder
Jozef Móder (Tvrdošovce, 19 de setembro de 1947) é um ex-futebolista profissional eslovaco que atuava como meio-campo.

## Carreira
Jozef Móder fez parte do elenco da Seleção Checoslovaca de Futebol, na Euro de 1976.

## Títulos
- Eurocopa: 1976